# Life With The Lions
Unfinished Music No. 2: Life with The Lions este un album de muzică experimentală lansat de John Lennon și Yoko Ono în 1969, fiind succesorul controversatului Unfinished Music No. 1: Two Virgins din 1968. Titlul albumului parodiază emisiunea radio Life with The Lyons, una dintre preferatele lui Lennon.

## Tracklist
1. "Cambridge 1969" (26:31)
2. "No Bed for Beatle John" (4:41)
3. "Baby's Heartbeat" (5:10)
4. "Two Minutes Silence" (2:00)
5. "Radio Play" (12:35)

- Toate piesele au fost scrise de John Lennon și Yoko Ono.